# Тоні Кампос
Антоніо «Тоні» Кампос (англ. Antonio "Tony" Campos; 8 березня 1973) — американський музикант. Нинішній басист індастріал-метал гуртів Static-X і Fear Factory, вокаліст і басист екстремального метал-гурту Asesino. Він також є колишнім басистом Prong, Soulfly, Ministry і Possessed, і колишнім вокалістом метал-гурту Brujeria. Після смерті вокаліста і ритм-гітариста Вейна Статіка і відродження Static-X, Кампос є найдовшим учасником гурту і єдиним, хто брав участь у кожному студійному альбомі.

## Кар'єра
Кампос був частиною оригінального складу Static-X, грав на бас-гітарі та співав на бек-вокалі на всіх студійних альбомах гурту. Разом із Вейном Статіком він був одним із законних власників назви Static-X, хоча й не брав участі у тимчасовому возз'єднанні гурту з 2012 по 2013 рік.
У 2001 році Кампос зламав ключицю в мотоциклетній аварії, через що не зміг взяти участь у турі «Extreme Steel Tour», хедлайнерами якого були Pantera. Кампос продовжував співати на бек-вокалі під час туру, а Марті О'Брайен взяв на себе обов'язки бас-гітариста.
У 2002 році Кампос став учасником мексикансько-американського метал-гурту Asesino. Його сценічний псевдонім "Maldito X" з іспанської означає "Проклятий Ікс". Того ж року він грав на бас-гітарі з колумбійським гуртом Agony на фестивалі «Rock al Parque».
Після смерті Пола Равена Кампос грав на бас-гітарі у складі Ministry протягом чотирьох періодів (2007-2008, 2011-2012, 2014-2016, 2017-2019). Він знову приєднався до Ministry під час їхнього американського туру з Death Grips восени 2017 року.
З 2011 по 2012 рік він був учасником дез-метал-гурту Possessed. Він також грав із Possessed у 2013 році в Oakland Metro.
Він також приєднався до Soulfly у 2011 році в якості басиста.
У травні 2015 року Кампос оголосив про свій відхід із Soulfly і приєднання до Fear Factory в якості басиста.
У жовтні 2018 року Кампос оголосив, що він і двоє інших учасників гурту - гітарист Коїчі Фукуда і барабанщик Кен Джей - реформували Static-X. Вони випустили новий альбом і відправилися в турне у 2019 році в пам'ять про Вейна Статіка.

## Вплив
Кампос зазначив, що на нього вплинули Бласко, Кліфф Бертон, Ден Лілкер, Джефф Ганнеман і Керрі Кінг.

## Дискографія

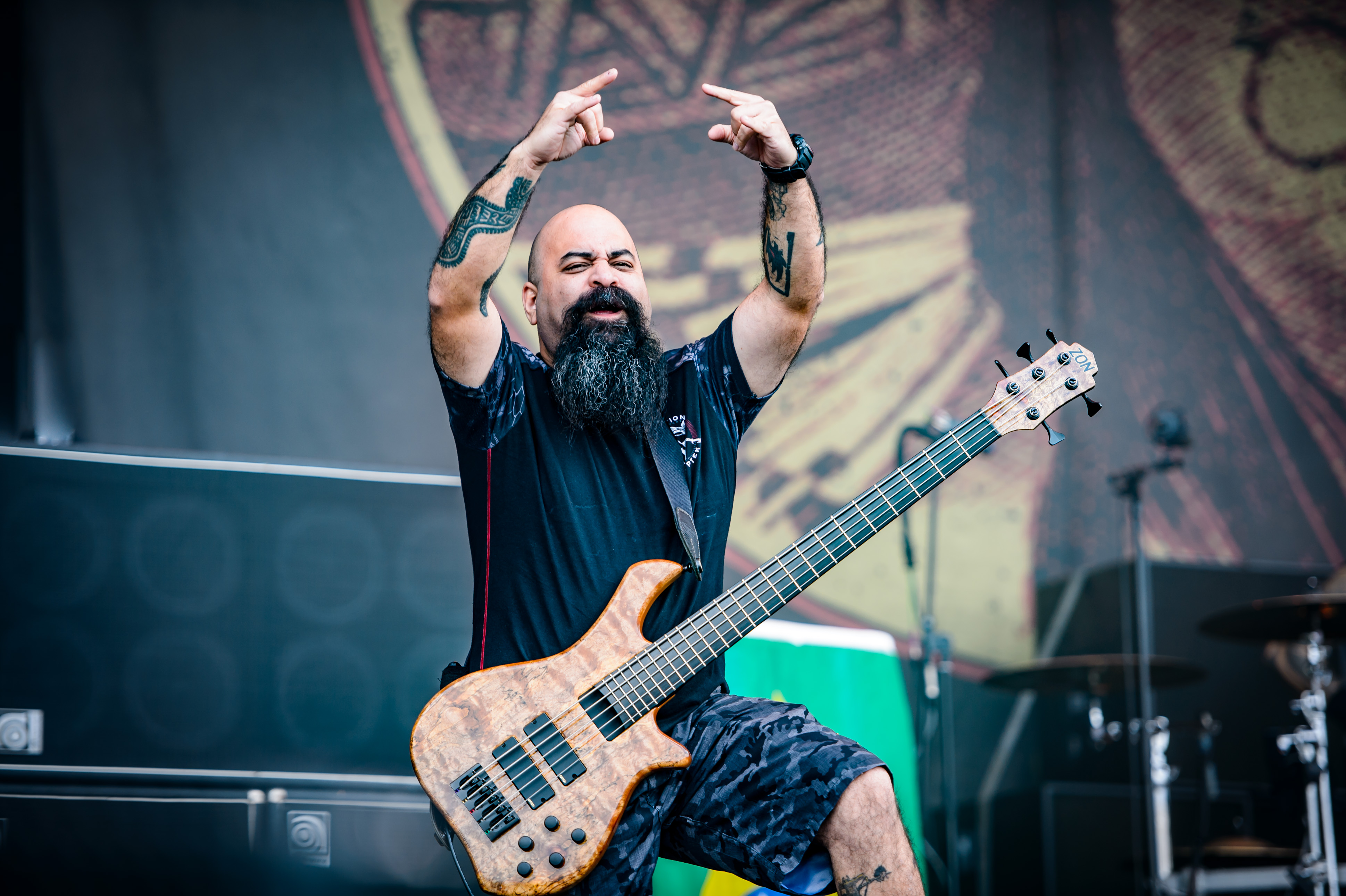
Кампос на Wacken Open Air у 2017

### Static-X
- Wisconsin Death Trip (1999)
- Machine (2001)
- Shadow Zone (2003)
- Start a War (2005)
- Cannibal (2007)
- Cult of Static (2009)
- Project: Regeneration Vol. 1 (2020)
- Project: Regeneration Vol. 2 (2023)

### Asesino
- Corridos de Muerte (2002)
- Cristo Satánico (2006)

### Buck Satan and the 666 Shooters
- Bikers Welcome Ladies Drink Free (2011)

### Ministry
- Relapse (2012)
- From Beer to Eternity (2013)
- AmeriKKKant (2018)

### Soulfly
- Enslaved (2012)
- Savages (2013)
- Archangel (2015)

### Prong
- Carved into Stone (2012)

### Attika 7
- Blood of My Enemies (2012)

### Як запрошенний музикант
| Рік  | Гурт          | Альбом                        | Пісня(-і)                                            |
| ---- | ------------- | ----------------------------- | ---------------------------------------------------- |
| 2007 | Divine Heresy | Bleed the Fifth               | «Rise of the Scorned», «Closure»                     |
| 2011 | Otep          | Atavist                       | «Drunk on the Blood of Saints», «Remember to Forget» |
| 2015 | Taipan        | Straight from the Underground | «Straight from the Underground»                      |
| 2020 | Мік Гордон    | Doom Eternal soundtrack       | Учасник «Heavy Metal Choir»                          |
|      |               |                               |                                                      |